# Влашник
Влашник је мало ненасељено острво у хрватском делу Јадранског мора.
Налази се западно од острва Ластова између острва Мрчаре и Прежбе. Површина острва износи 0,127 км². Дужина обалске линије је 1,52 км.. Највиши врх на острву има 89 метара.